# Kobern (Prostitution)
Der Begriff Kobern bezeichnet das Ausschau halten nach Freiern durch eine Prostituierte. Eine Prostituierte, die an der Straße steht und hofft, dass ein Auto anhält, kobert. Der Begriff „Nachkobern“ bedeutet, dass eine Prostituierte im Nachhinein einen höheren Preis als abgemacht einfordert bzw. eine Nachzahlung, um die sexuelle Dienstleistung zu beenden.
In Hamburg wird auch das Ansprechen von Passanten auf der Straße durch einen Angestellten z. B. einer Striptease-Bar, einen Koberer, so bezeichnet.